# Jatipelem
Jatipelem is een bestuurslaag in het regentschap Jombang van de provincie Oost-Java, Indonesië. Jatipelem telt 3337 inwoners (volkstelling 2010).